# Тафас
Тафас (араб. طفس‎) — город на юге Сирии, расположенный на территории мухафазы Даръа. Входит в состав района Даръа.

## Географическое положение
Город находится в южной части мухафазы, вблизи границы с Иорданией, на высоте 492 метров над уровнем моря.

Тафас расположен на расстоянии приблизительно 10 километров к северо-северо-западу (NNW) от города Даръа, административного центра провинции и на расстоянии 83 километров к юго-юго-западу (SSW) от Дамаска, столицы страны. Ближайший аэропорт расположен в городе Эс-Сувейда.

## Население
По данным переписи 2004 года численность населения города составляла 32 236 человек.